# Málaga (província)
Málaga é uma província situada no sul da comunidade autônoma de Andaluzia, no sul de Espanha. Há 100 municípios em Málaga.